# Bayerische Braunkohlen-Industrie
Die Bayerische Braunkohlen-Industrie AG (BBI) war ein deutsches Bergbau-Unternehmen, dessen Hinterlassenschaften wesentlich zum Entstehen der Oberpfälzer Seenplatte beitrugen. Mit einer maximalen jährlichen Fördermenge von acht Millionen Tonnen Braunkohle (1974) war sie der bedeutendste Arbeitgeber in der nördlichen Oberpfalz und Inhaber des größten Tagebaus in Bayern.

## Geschichte
1904 wurde zum Abbau der südlich von Wackersdorf entdeckten Braunkohlefelder zunächst die Bayerische Braunkohle- und Brikettindustrie Gewerkschaft Klardorf gegründet. Aus ihr entstand 1906 die Bayerische Braunkohlen-Industrie AG. Ihr Sitz war zunächst in Münster und wurde im März 1908 nach Schwandorf verlegt.

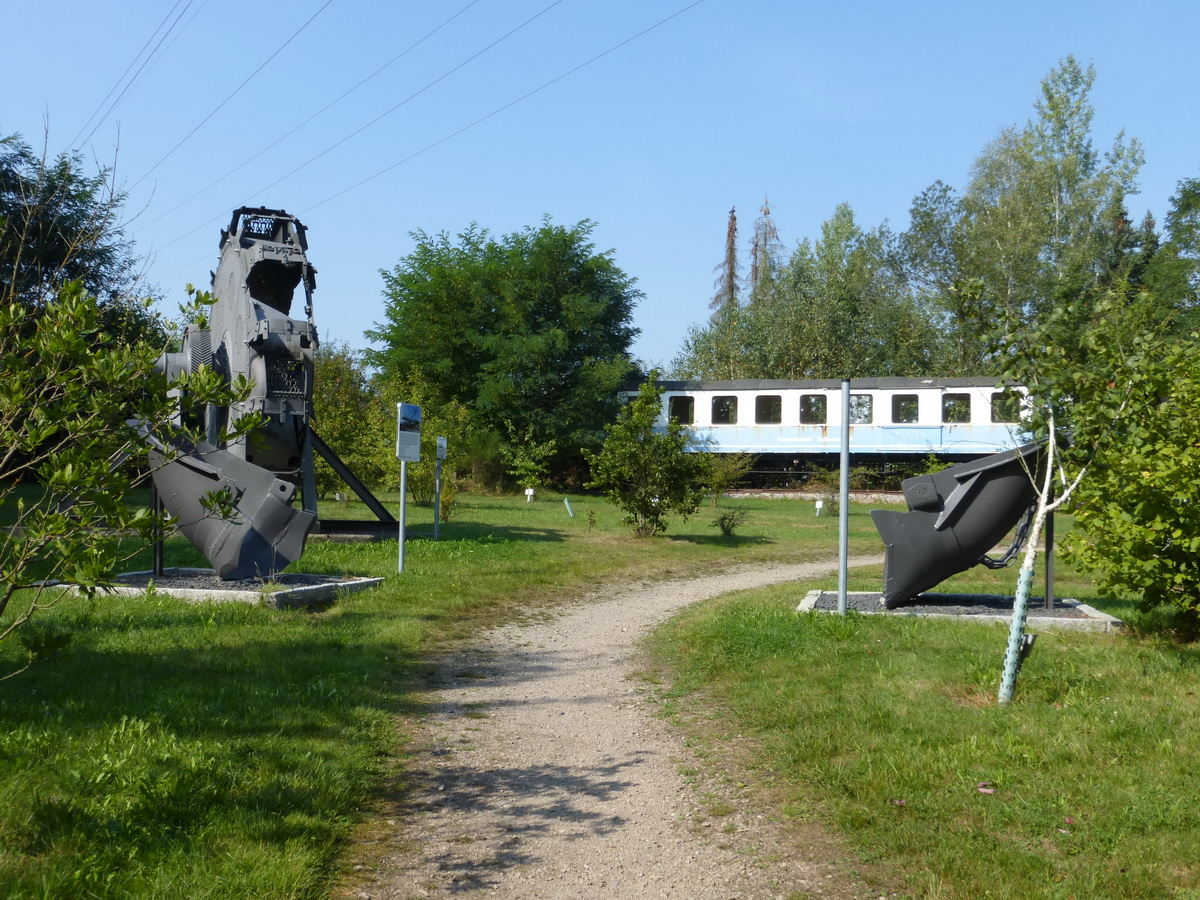
Exponate in Wackersdorf: Eine Baggerschaufel eines von der BBI eingesetzten Schaufelradbaggers und Wagen der Werksbahn

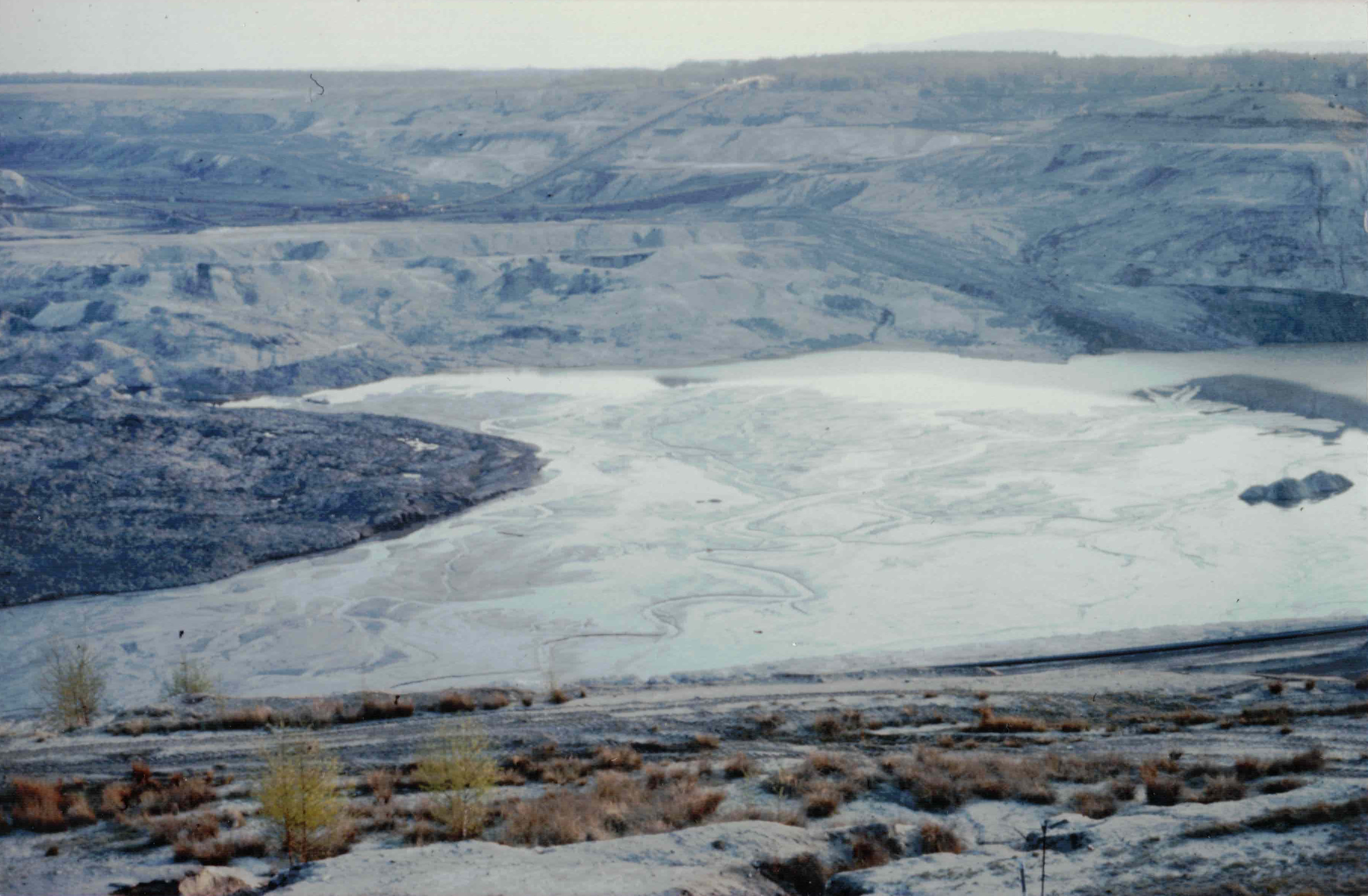
Aufnahme des Tagebaus am heutigen Steinberger See (ca. 1980).

Mit dem Ausbau des Kohlekraftwerks Schwandorf in den Jahren von 1956 bis 1972 (auf insgesamt knapp 700.000 kW Gesamtleistung) ergaben sich auch für die BBI nach der Aufgabe der Brikettherstellung im Jahr 1964 neue Absatzmöglichkeiten der Braunkohle. Zwischen 20.000 und 25.000 Tonnen Kohle wurden 1981 täglich im Kraftwerk verfeuert, die mit einer BBI-eigenen Werksbahn von Wackersdorf ins sieben Kilometer entfernte Schwandorf-Dachelhofen transportiert wurde.
Am 21. September 1982 wurde der Bergbau im Oberpfälzer Revier eingestellt, nachdem die Vorkommen weitgehend erschöpft waren. Die BBI wurde aufgelöst. 
1600 Arbeitsplätze gingen verloren; viele der Arbeitslosen wanderten ab. 
Die bayerische Staatsregierung (Kabinette Strauß I und II) trieb gegen zahlreiche Proteste Pläne voran, in Wackersdorf die WAA Wackersdorf zu bauen. Diese sollte abgebrannte Brennelemente aus Kernkraftwerken wiederaufarbeiten. Nach jahrelangen Protesten und Demonstrationen und nach dem plötzlichen Tod von Franz Josef Strauß (3. Oktober 1988) wurden die Bauarbeiten am 31. Mai 1989 eingestellt.
Die aufgelassenen Gruben wurden durch zahlreiche Rekultivierungsmaßnahmen in das Naturbild der Oberpfalz integriert. Mehrere Beamtenwohnhäuser der BBI in Wackersdorf stehen unter Denkmalschutz.
Das ehemalige Verwaltungsgebäude der BBI in Wackersdorf wurde zu einem Bürogebäude umgebaut; im nahegelegenen Laborgebäude befindet sich heute das Heimat- und Industriemuseum.
Am 17. Juni 2015 beschloss der Wackersdorfer Gemeinderat gegen die Stimmen des Bürgermeisters und zweier weiterer Ratsmitglieder, das ehemalige Gemeinschaftshaus der BBI abzubrechen und durch eine neue Veranstaltungshalle zu ersetzen.